# John Sayre
John Sayre (Tacoma, Washington, 1936. április 1. – 2023. november 9.) olimpiai bajnok amerikai evezős.

## Pályafutása
1958-ban a Washingtoni Egyetemen diplomázott. A seattle-i Lake Washington RC csapatában versenyzett. 
Az 1960-as római olimpián aranyérmet szerzett kormányos nélküli négyesben Arthur Ayraulttal, Ted Nash-sel és Rusty Wailes-szel.

## Sikerei, díjai
- Olimpiai játékok – kormányos nélküli négyes
  - ezüstérmes: 1960, Róma